# Música para Morrer de Amor
Música para Morrer de Amor é um filme brasileiro de 2020, de gênero drama romântico. Foi escrito e dirigido por Rafael Gomes baseado em sua peça homônima. O filme é estrelado por Victor Mendes, Caio Horowicz,Mayara Constantino, Ícaro Silva, Suely Franco e Denise Fraga.  Foi lançado pela Vitrine Filmes simultaneamente no cinema drive-in e plaraformas digitais em 13 de agosto de 2020. Em agosto de 2021 o filme foi incluído pela Vitrine Filmes na edição limitada da caixa de DVDs Cinema Queer Vitrine com os títulos Divinas Divas e Tinta Bruta, que será lançada na loja virtual da Versátil Home Vídeo.

## Sinopse
A trama gira em torno das histórias amorosas de três jovens que se desenrolam com a intensidade das músicas. Isabela (Mayara Constantino) sofre por abandono, Felipe (Caio Horowicz) quer se apaixonar e Ricardo (Victor Mendes), seu amigo, está apaixonado por ele.

## Elenco
- Victor Mendes como Ricardo
- Caio Horowicz como Felipe
- Mayara Constantino como Isabela
- Ícaro Silva como Gabriel
- Denise Fraga como Berenice
- Suely Franco como Alice
- Tess Amorim como Thereza
- Bella Camero como Maia
- Thiago Ledier como Thiago
- Maíra Cessa como Débora
- Felipe Frazão como Daniel
- Guilherme Gorski como Guilherme
- Natália Lage como Natália
- Clarice Falcão como Cantora de rua
- Fafá de Belém como Cantora do karaokê
- Maria Gadu como Cantora passagem de som
- Milton Nascimento como Ele mesmo

## Recepção
No CinePOP, Letícia Alassë disse que "Tal como em seu primeiro longa-metragem 45 Dias Sem Você (2019), Rafael Gomes apresenta um tema pertinente à juventude, aguça a curiosidade com seus cenários, porém mais reitera referências culturais e recita poesia do que extrai seiva desses elementos, isto é, ensinamentos à sua geração."
No Cinema com Rapadura, Denis Le Senechal Klimiuc disse que é "simples do ponto de vista técnico, esta é a versão de um cineasta de seu projeto mais identitário até então. Rafael Gomes traz vida à geração que perambula por São Paulo em busca de oportunidades amorosas, mas que se decepciona na mesma medida. Um mergulho agridoce no coração musical de uma história repleta de musicalidade."